# Tommi Kari
Tommi Kari (22 de setembro de 1986) é um futebolista finlandês que já atuou no JJK Jyväskylä. Ele é o capitão da equipe.